# 拉尼尔巴扎尔
拉尼尔巴扎尔（Ranirbazar），是印度特里普拉邦West Tripura县的一个城镇。总人口11003（2001年）。

## 人口
该地2001年总人口11003人，其中男性5660人，女性5343人；0—6岁人口1110人，其中男613人，女497人；识字率77.24%，其中男性为82.12%，女性为72.08%。